# هوجبيرت من بافاريا
هوجبرت من عائلة أجيلولفينج، كان دوق بافاريا من 725 إلى 736. وكان ابن الدوق ثيودبرت وريجينترود.
أدت الوفاة المبكرة لوالده إلى خلاف حول خليفته. حاول شارل مارتل الاستفادة من الموقف من أجل السيطرة بشكل أكبر على الدوقية المستقلة. رأى هوجبيرت نفسه مضطرًا للتخلي عن أجزاء من دوقيته، ولفترة من الوقت، صدرت القوانين البافارية باسم الملك الميروفنجي ثيودريك الرابع.
بدأ هوجبيرت تنفيذ خطة سلفه لإنشاء كنيسة بافارية مستقلة. لقد فعل ذلك من خلال جعل بونيفاس ينصّر البلاد واستدعاء الأسقف كوربينيان من فريسينج.